# Winter World University Games 2025/Teilnehmer (Thailand)
| Gelbes Symbol für Goldmedaillen mit stilisierten Olympischen Ringen | Graues Symbol für Silbermedaillen mit stilisierten Olympischen Ringen | Braundes Symbol für Bronzemedaillen mit stilisierten Olympischen Ringen |
| ------------------------------------------------------------------- | --------------------------------------------------------------------- | ----------------------------------------------------------------------- |
| —                                                                   | —                                                                     | —                                                                       |

Thailand nimmt an den Winter World University Games 2025 in Turin teil.

## Teilnehmer nach Sportarten

### Skibergsteigen
| Athleten      | Wettbewerbe   | Qualifikation | Qualifikation | Vorlauf     | Vorlauf | Halbfinale    | Halbfinale    | Finale        | Finale        | Rang |
| Athleten      | Wettbewerbe   | Zeit          | Rang          | Zeit        | Rang    | Zeit          | Rang          | Zeit          | Rang          | Rang |
| ------------- | ------------- | ------------- | ------------- | ----------- | ------- | ------------- | ------------- | ------------- | ------------- | ---- |
| Männer        |               |               |               |             |         |               |               |               |               |      |
| Jérémy Knoerr | Sprint        | 6:02,10 min   | 30            | 6:05,67 min | 6       | ausgeschieden | ausgeschieden | ausgeschieden | ausgeschieden | 29   |
| Jérémy Knoerr | Vertical Race | —             | —             | —           | —       | —             | —             |               |               |      |

### Skilanglauf
| Athleten                 | Wettbewerbe                 | Zeit | Rang |
| ------------------------ | --------------------------- | ---- | ---- |
| Männer                   |                             |      |      |
| Jittipat Chitmunchaitham | 10 km Freistil              |      |      |
| Jittipat Chitmunchaitham | 20 km Massenstart klassisch |      |      |
| Naravich Saisuk          | 10 km Freistil              |      |      |
| Naravich Saisuk          | 20 km Massenstart klassisch |      |      |

| Athleten                 | Wettbewerbe      | Qualifikation | Qualifikation | Viertelfinale | Viertelfinale | Halbfinale | Halbfinale | Finale | Finale | Rang |
| Athleten                 | Wettbewerbe      | Zeit          | Rang          | Zeit          | Rang          | Zeit       | Rang       | Zeit   | Rang   | Rang |
| ------------------------ | ---------------- | ------------- | ------------- | ------------- | ------------- | ---------- | ---------- | ------ | ------ | ---- |
| Männer                   |                  |               |               |               |               |            |            |        |        |      |
| Jittipat Chitmunchaitham | Sprint klassisch |               |               |               |               |            |            |        |        |      |
| Naravich Saisuk          | Sprint klassisch |               |               |               |               |            |            |        |        |      |